# 음력 6월 12일
음력 6월 12일은 음력 6월의 12번째 날이다.

## 사건
- 1109년 - 고려 예종 4년, 여진(女眞)이 화친을 요청하자 윤관(尹瓘)과 오연총(吳延寵)이 길주(吉州)로 가던 군대를 정주(定州)로 돌렸다.
- 1421년 - 조선 세종 3년, 한성부에 홍수로 민가 유실 75호, 익사자 다수 등의 피해 발생하다.
- 1531년 - 조선 중종 26년, 전라도 익산군(益山郡)의 미륵산(彌勒山)이 무너져 중 4명이 깔려 죽었다. 함열현(咸悅縣)에서는 구인산(蚯蚓山)이 무너져 집 15채가 파묻혔다.
- 1716년 - 조선 숙종 42년, 충청도 예산(禮山)·정산(定山)·공주(公州)에 홍수로 민가 유실 300여 호 등의 피해가 발생하다.
- 1732년 - 조선 영조 8년, 충청도에서 전염병으로 많은 사람이 죽다.
- 1854년 - 조선 철종 5년, 함경도 연해읍(沿海邑)에 이국선이 와서 교역하는 것을 금지하다.

## 문화
- 1784년 - 조선 정조 8년, 《홍문관지(弘文館志)》가 완성되다.
- 1797년 - (윤달) 조선 정조 21년, 《육주약선(陸奏約選)》이 완성됨
- 2013년 -
  - 아시아나항공이 인도네시아 자카르타에 재취항을 하였다.
  - 광주광역시가 2019 세계수영선수권대회 유치에 성공하였다.

## 탄생
- 2001년 - 대한민국의 가수, 배우 박시은.

## 같이 보기
- 음력 360일: 1월 2월 3월 4월 5월 6월 7월 8월 9월 10월 11월 12월
- 전날:6월 11일 다음날:6월 13일 - 전달:5월 12일 다음달:7월 12일
- 양력:6월 12일
- 음력, 윤달